# Rentabilita
Rentabilita (z ital. renta, z lat. rendita, výnos z pronájmu) nebo také výnosnost znamená schopnost dosahovat výnosu (zisku a pod.) na základě vložených prostředků. Ukazatel výnosnosti nebo efektivnosti hospodaření se vypočte jako poměr výnosu (zisku) k vynaloženým prostředkům (investice a náklady) a vyjadřuje obvykle v procentech. Je to jeden ze základních ekonomických pojmů a jedno z hlavních kritérií hospodářského podnikání.

## Rentabilita a výnosnost investice vlastníka do podniku
Všechny ukazatele rentability hodnotí hospodaření podniku, nehodnotí však výkonnost společnosti z pohledu vlastníka, tj. z pohledu investora vlastního kapitálu. Čistý zisk podniku zpravidla nepředstavuje ani hodnotu finančních prostředků, kterou je možné vlastníkovi vyplatit v plné výši. Kromě finanční stránky, kdy podnik musí mít dostatečné množství volných finančních prostředků, musíme hledět i na právní stránku, tj. respektovat podmínky stanovené obchodním zákoníkem. Z těchto podmínek vyplývá, že výše finančních prostředků, kterou je možné dle obchodního zákoníku rozdělit mezi akcionáře, může být jiná (nižší i vyšší), než je dosažený čistý zisk.
V současné době se používají tyto ukazatele zisku, které mají hodnotit výkonnost podniku z pohledu vlastníka (investora).
- MVA - market value added - tržní přidaná hodnota - rozdíl mezi tržní hodnotou vlastního kapitálu a vloženou hodnotou vlastního kapitálu, popř. rozdíl mezi tržní hodnotou společnosti a skutečně vloženým kapitálem (vlastním i cizím). Tento ukazatel měří efektivnost při dlouhodobém zvyšování tržní hodnoty společnosti.
- EVA - economic value added - ekonomická přidaná hodnota - rozdíl zisku po zdanění a nákladů veškerého kapitálu (alternativních, oportunitních nákladů)

## Jednotlivé typy
Z různých typů rentability se nejčastěji používá:

### Rentabilita podniku
Rentabilita je klíčové kritérium pro každého investora i podnikatele. V obecném tvaru ji lze vyjádřit jako:
{\displaystyle Rentabilita={\frac {vynosy\;spolecnosti}{vynalozene\;prostredky}}}

### Rentabilita aktiv
(angl. return on assets, ROA), tj. poměr výsledku hospodaření k aktivům.
{\displaystyle Rentabilita={\frac {vysledek\;hospodareni}{aktiva}}}

### Rentabilita investic
(angl. return on invest, ROI), tj. poměr výsledku hospodaření k investicím. Většinou se počítá pro konkrétní projekt, podnikatelský záměr, plán nebo jiný logicky oddělitelný úkon, u kterého lze vykalkulovat zisky i celkové investice.
{\displaystyle Rentabilita={\frac {vysledek\;hospodareni}{investice}}}

### Rentabilita vlastního kapitálu
(angl. return on equity, ROE), tj. poměr výsledku hospodaření k vlastnímu kapitálu.
{\displaystyle Rentabilita={\frac {vysledek\;hospodareni}{vlastni\;kapital}}}
Vyjadřuje, kolik korun zisku připadá na jednu korunu vlastního kapitálu. Vlastní kapitál společnosti představuje rozdíl mezi hodnotou aktiv a hodnotou závazků, tj. všech cizích zdrojů. Je složen ze základního kapitálu, zisku běžného období, nerozdělených zisků a ztrát minulých let a fondů. Od výše vlastního kapitálu se odvozuje hodnota podílu společníka. Vlastní kapitál představuje hodnotu, kterou do podniku přímo investovali jeho vlastníci a kterou má podnik k dispozici na dobu své existence. Jeho hodnota je odvozena zpravidla od historických cen aktiv a proto vlastní kapitál nevyjadřuje tržní hodnotu společnosti a nevyjadřuje ani hodnotu aktiv, která vlastníkům zůstanou v případě likvidace společnosti. České účetní standardy (CAS) a zejména Mezinárodní standardy účetního výkaznictví (IAS/IFRS) umožňují přeceňovat aktiva na reálnou hodnotu a tím se k likvidační hodnotě majetku přiblížit. Zatímco zisk je tokový ukazatel, vlastní kapitál je ukazatel stavový, tj. jedná se o hodnotu vyjádřenou k určitému datu. Vlastní kapitál lze vyjádřit k začátku období, ke konci období a jako průměrnou hodnotu počátečního a konečného stavu.
Ukazatel ROE nezobrazuje výhodnost investice z pohledu vlastníka, tedy zda je přínos pro vlastníka dostatečný. Ten je ovlivněn dalšími faktory, např. povinností dodržet pravidla pro rozdělování zisku podle obchodního zákoníku, zvýšením tržní hodnoty společnosti, částkou, která je odsouhlasena k rozdělení, strukturou zisku (např. velký zisk z prodeje dlouhodobého majetku a nízký zisk z hlavní výdělečné činnosti) apod.

### Rentabilita tržeb
(angl. return on revenue), řidčeji rentabilita obratu: vyjadřuje, jaký poměr má zisk z celkových tržeb (z celkového obratu).
{\displaystyle Rentabilita={\frac {zisk}{trzby}}={\frac {trzby-naklady}{trzby}}}

### Nákladová rentabilita
Poměr výsledku hospodaření k nákladům.
{\displaystyle Rentabilita={\frac {vysledek\;hospodareni}{naklady}}={\frac {trzby-naklady}{naklady}}}

## Faktory ovlivňující rentabilitu
Rentabilita se zjišťuje zpětně, ale také odhaduje předem, zejména při plánování investic. Při takovém odhadu, jímž se pak řídí také investoři, je třeba brát ohled na faktory, které rentabilitu ovlivňují, například:
- (očekávaný) objem prodeje
- míra konkurence
- nákladovost a její očekávaný vývoj
- míra zadlužení a úroková míra úvěrů
- daňové zatížení.